# Grindstone Creek (Hamilton Harbour)
Grindstone Creek är ett vattendrag i Kanada.   Det ligger i provinsen Ontario, i den sydöstra delen av landet, 400 km sydväst om huvudstaden Ottawa.
Runt Grindstone Creek är det i huvudsak tätbebyggt. Runt Grindstone Creek är det mycket tätbefolkat, med 2 915 invånare per kvadratkilometer.